# دهستان هارکو
دهستان هارکو (به لاتین: Harku Parish) یک دهستان در استونی است که در شهرستان هاریو واقع شده‌است.

## خصوصیات
دهستان هارکو ۱۵۹٫۷۷ کیلومترمربع مساحت و ۷٬۵۷۵ نفر جمعیت دارد.